# М-7 Небесний патруль
М-7 «Небесний патруль» — український двомоторний безпілотний літальний апарат дистанційного керування. Призначений для картографії та аерофотозйомки, відеоспостереження в реальному часі.

## Конструкція
БЛА «Небесний патруль М-7» являє собою двомоторний літальний апарат нормальної схеми з високорозташованим крилом, винесеним на двох пілонах. Для доступу в відсік корисного навантаження служить знімна верхня частина обтічника. У передній частини гондоли є отвір для установки камери переднього огляду. У конструкції широко застосовуються композитні матеріали. 

## Модифікації
- М-7К - призначений для ведення аерофотозйомки і картографування.
- М-7Р - призначений для відеоспостереження в реальному часі.
- М-7Д - двигуни встановлені на крилі, на відміну від базової модифікації, де один тягнучий мотор встановлено на центропланій частині крила, а інший штовхаючий - в кінці гондоли.

## Технічні характеристики М-7Д

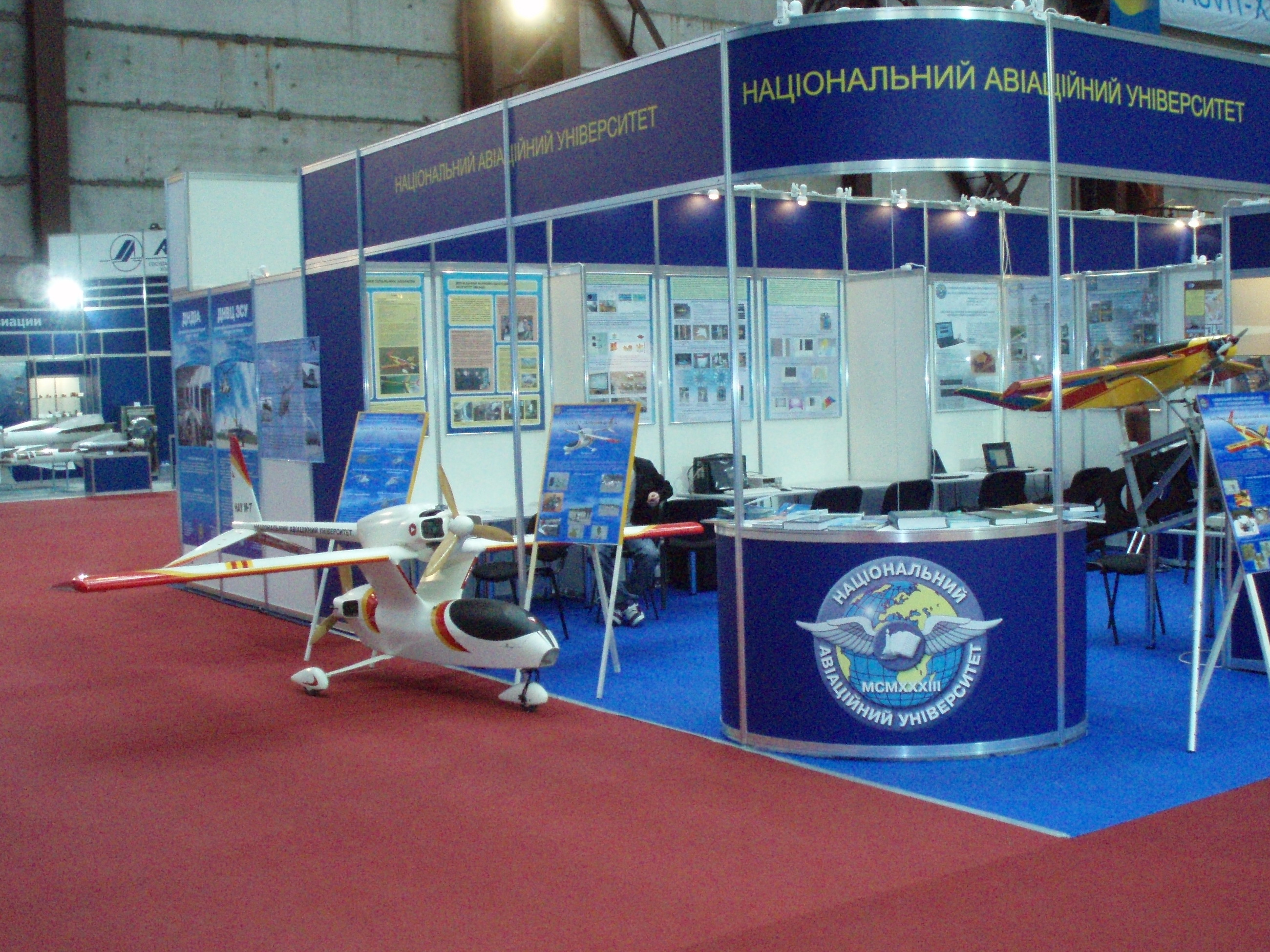
М-7 на 7-му міжнародному авіасалоні Авіасвіт-XXI в експозиції Національного Авіаційного Університету України.

Джерело: Офіційний сайт розробника НВЦБА "Віраж" 
Основні характеристики
- Екіпаж: безпілотний
- Вантажопідйомність: 55 кг
- Довжина: 3,7 м
- Висота: 1,62 м
- Розмах крила: 5,16 м

- Максимальна злітна маса: 150 кг
- Силова установка: 2 × поршневий    ( 12 кВт)

Льотні характеристики
- Максимальна швидкість: 192 км/год
- Крейсерська швидкість: 150 км/год
- Практична дальність: 800 км

### Відео
- Зимові випробування М-7Д Небесний патруль, 2011 р. [Архівовано 23 листопада 2014 у Wayback Machine.].